# بولز–دولمنز
بولز–دولمنز (انگلیسی: Boels–Dolmans) یک تیم دوچرخه‌سواری در کشور هلند است.
این تیم که در سال ۲۰۱۰ تأسیس شده در مسابقات جهانی دوچرخه‌سواری زنان شرکت می‌کند.